# Orasgeldi Qajyrgeldinow
Orasgeldi Alighasyuly Qajyrgeldinow (kasachisch Оразгелді Алиғазыұлы Қайыргелдинов, russisch Оразгельды Алигазинович Каиргельдинов/Orasgeldy Aligasinowitsch Kairgeldinow; * 17. April 1957 in Tursumbai, Kasachische SSR) ist ein kasachischer Politiker.

## Leben
Orasgeldi Qajyrgeldinow wurde am 17. April 1957 im Dorf Tursumbai im Kreis Schelesin im Gebiet Pawlodar geboren. Im Jahr 1982 schloss er das Studium am Institut für Volkswirtschaft in Alma-Ata ab. Im Jahr 1992 beendete er eine weitere Ausbildung am kasachischen Institut für Management, an welchem er sich auf sozio-politische Beziehungen spezialisierte.
Nach seinem Hochschulabschluss arbeitete Qajyrgeldinow zunächst in verschiedenen staatlichen Wirtschaftsbetrieben, wo er außerdem in verschiedenen Funktionen des Parteikomitees der Kommunistischen Partei tätig war. Ab 1995 war er für kurze Zeit zunächst erster stellvertretender Leiter der Verwaltung und anschließend Äkim des Kreises Schelesin. In den folgenden Jahren arbeitete er in verschiedenen Unternehmen, von 1996 bis 1999 leitete er das Unternehmen Jenbekschi, von 1999 bis 2001 war er Geschäftsführer von Bereke und zwischen 2001 und 2003 leitete er das Unternehmen BAT-RV, das er selbst gegründet hatte. Im Anschluss daran bekleidete Qajyrgeldinow erneut verschiedene Positionen in der Politik. So war er von Dezember 2003 bis November 2007 Äkim des Kreises Qaschyr im Gebiet Pawlodar. Am 6. November 2007 wurde er zum Äkim (Bürgermeister) der Stadt Aqsu ernannt. Nach rund vier Jahren an der Spitze der Stadtleitung wurde er am 8. Oktober 2011 zum Äkim von Pawlodar ernannt. Am 12. April 2014 wurde er als Äkim von Pawlodar entlassen. Ab Juli 2015 leitete er die kommunale Einrichtung Qoghamdyq kelissim des Gebietes Pawlodar. Seit dem 18. August 2016 ist er Äkim des Kreises Bajanauyl im Gebiet Pawlodar.
Er ist verheiratet und hat drei Kinder.